# スパゲッティアイス
スパゲッティアイス（英: spaghettieis）、スパゲッティアイスクリーム（英: spaghetti ice cream）はドイツの氷菓子。スパゲッティに似せて作られたアイスクリームで、バニラアイスクリームを改造されたシュペッツレ用のプレス機やポテトライサー皿に押し出すことでアイスクリームがスパゲッティに似た形となる。スパゲッティのような形状となったアイスクリームはホイップクリームの上に置かれ、スパゲッティのトマトソースに似せるためストロベリーソースを上からかける。スパゲッティの上にかけられる主なトッピングとしては、粉末状のパルミジャーノ・レッジャーノに似せるためココナッツのフレーク、すりおろしたアーモンド、削ったホワイトチョコレートなどがある。基本的にはスパゲッティアイスの見た目をボロネーゼに似せるためストロベリーソースを用いるが、カルボナーラに似せるためアイスクリームにダークチョコレートとナッツをかけるといったバリエーションも見られる。

## 歴史
スパゲッティアイスはイタリア系ジェラートを取り扱うアイスクリームショップの2代目オーナーダリオ・フォンタネラによって1969年にドイツのマンハイムで開発された。ダリオ・フォンタネラは17歳の頃、コルティーナ・ダンペッツォでスキーをした際に食べたモンブランにインスパイアされて思いつき、彼の父親のジェラートショップのジェラートを使い、シュペッツレ用のプレス機を用いて作ったが、彼の作った最初のスパゲッティアイスは彼の父親にあまり良い印象を与えなかった。最初のスパゲッティアイスで彼はストロベリー、レモン、ピスタチオのジェラートをイタリア国旗に似せるために使っていたが、父親からは「色付きのスパゲッティなんて見たことない」「本物のパスタに似せるならバニラアイスを使いなさい」といったアドバイスを受け、バニラのジェラートとストロベリーのピュレとおろしたホワイトチョコレートに変更した。フォンタネラいわく、はじめスパゲッティアイスを出された子どもが「スパゲッテイではなくアイスクリームが欲しかった」泣き崩れてしまったという。その後、2014年フォンタネラは「Bloomaulorden」というメダルをマンハイム市から贈呈された。
何年もの間、ドイツ国外におけるスパゲッティアイスの知名度はあまり高くなかった。そして世界でスパゲッティアイスは限られたジェラート店やアイスクリームパーラー、特別なイベント、ホテルやレストランなどでのみで見られた。しかしスパゲッティアイスはその真新しさから2014年頃より、徐々により多くのレストランなどで見られるようになった他、SNS/ソーシャルメディアなどで注目を集めるようになった。

## ギャラリー

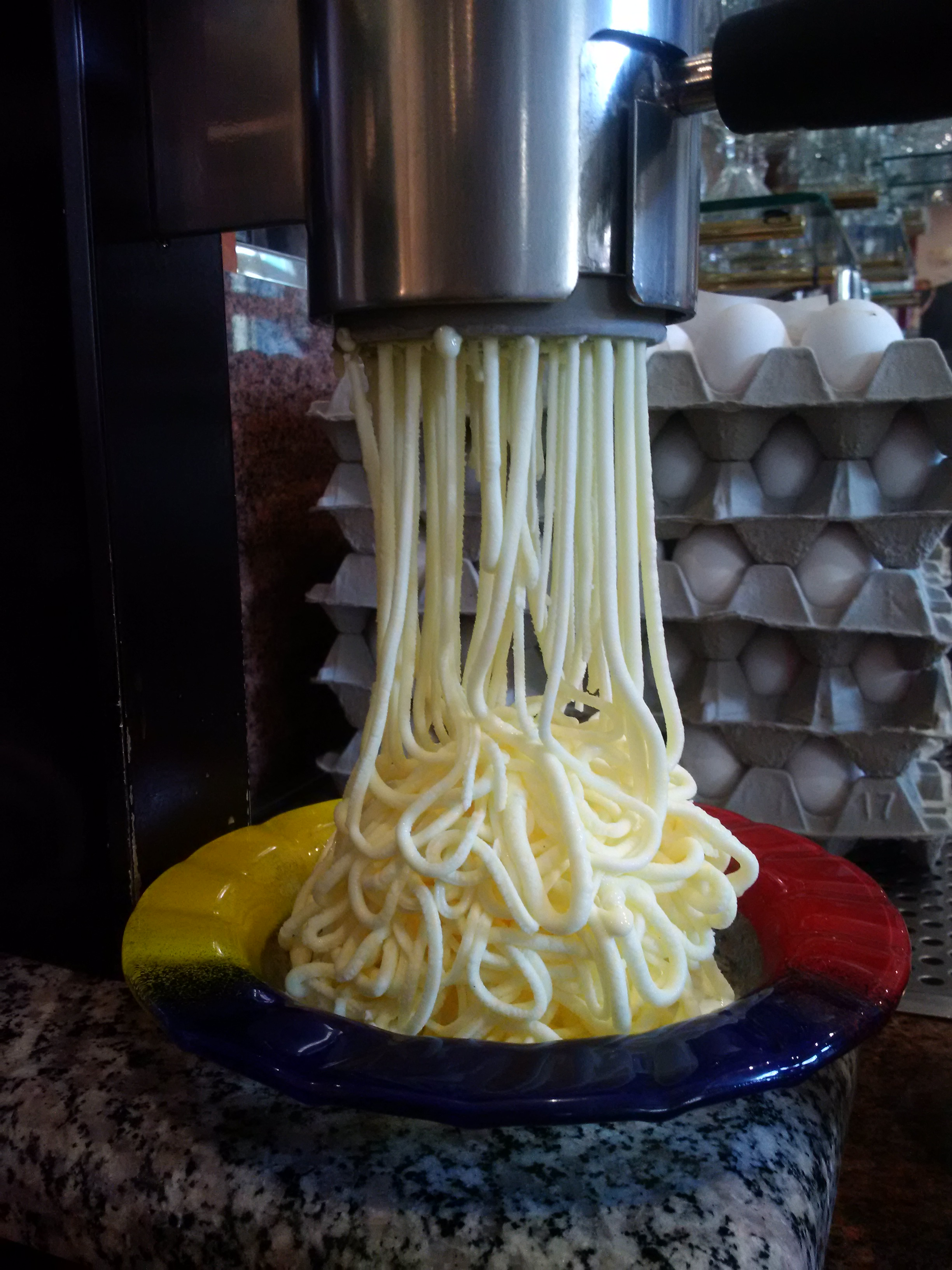
機械から押し出され、麺形となったバニラアイスクリーム
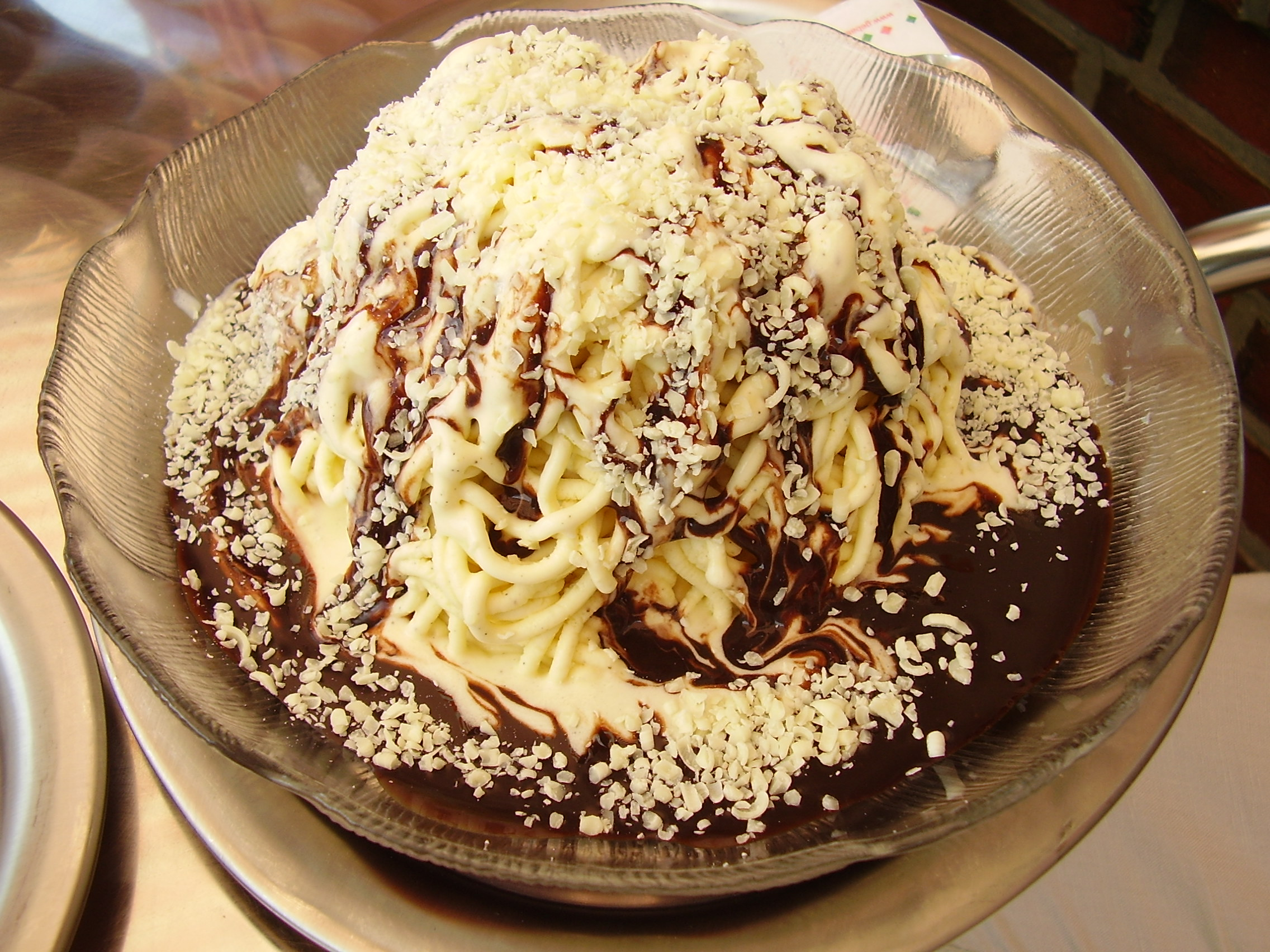
バニラアイスクリームの麺にチョコレートソースとヘーゼルナッツのかかったスパゲッティアイス
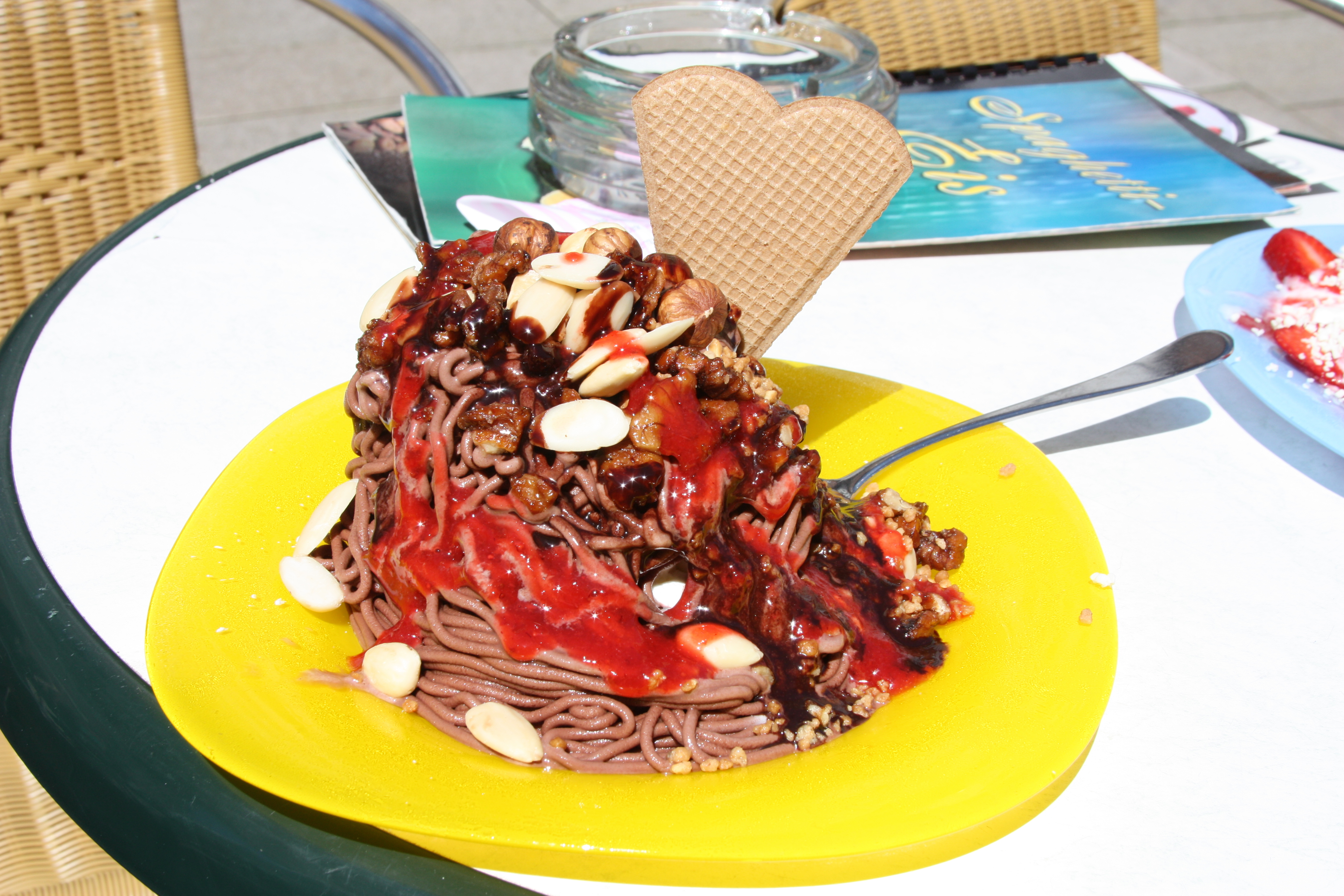
チョコレートアイスクリームの麺を用いたスパゲッティアイス
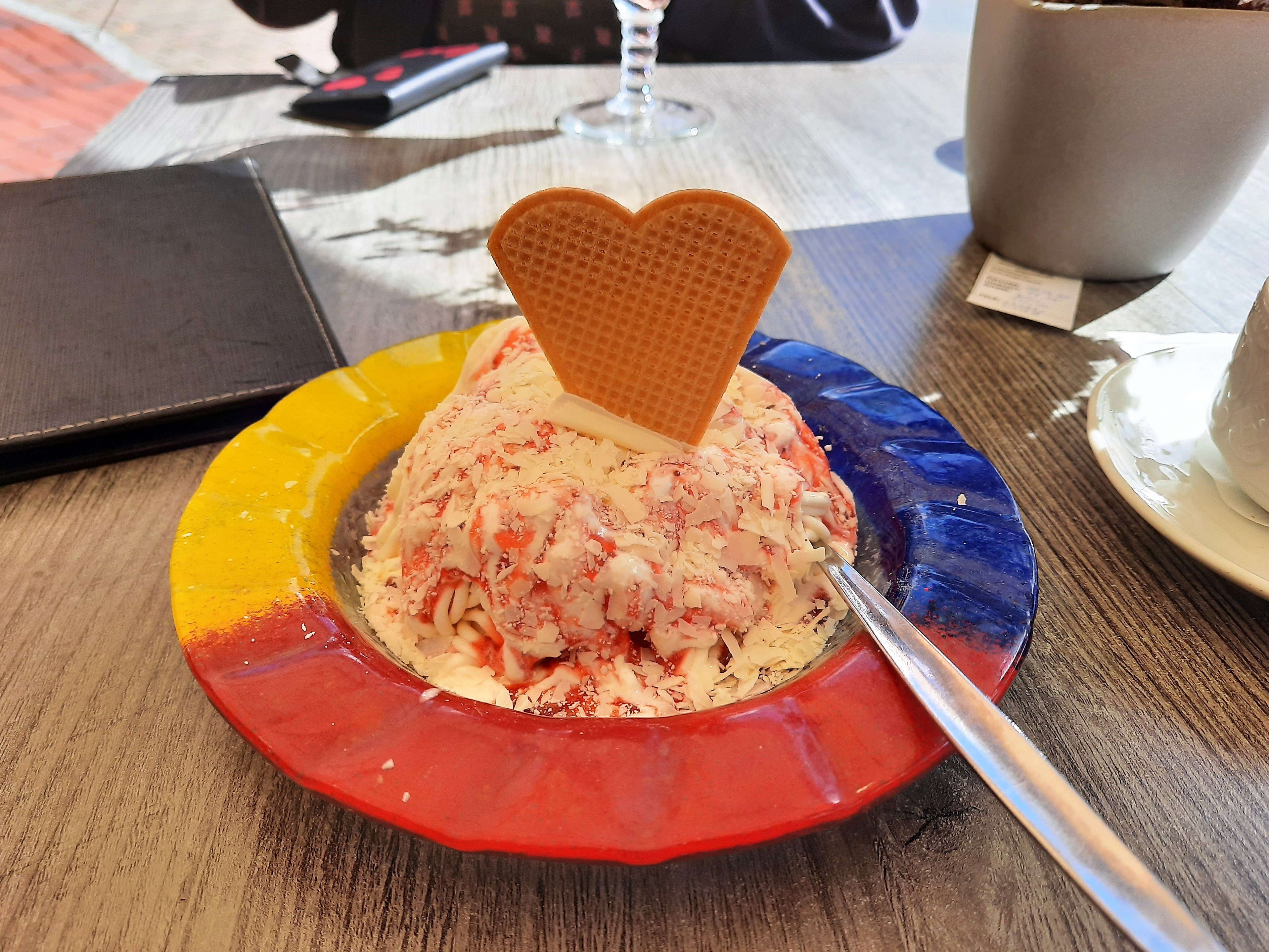
ハート形のウエハースがトッピングされたスパゲッティアイス
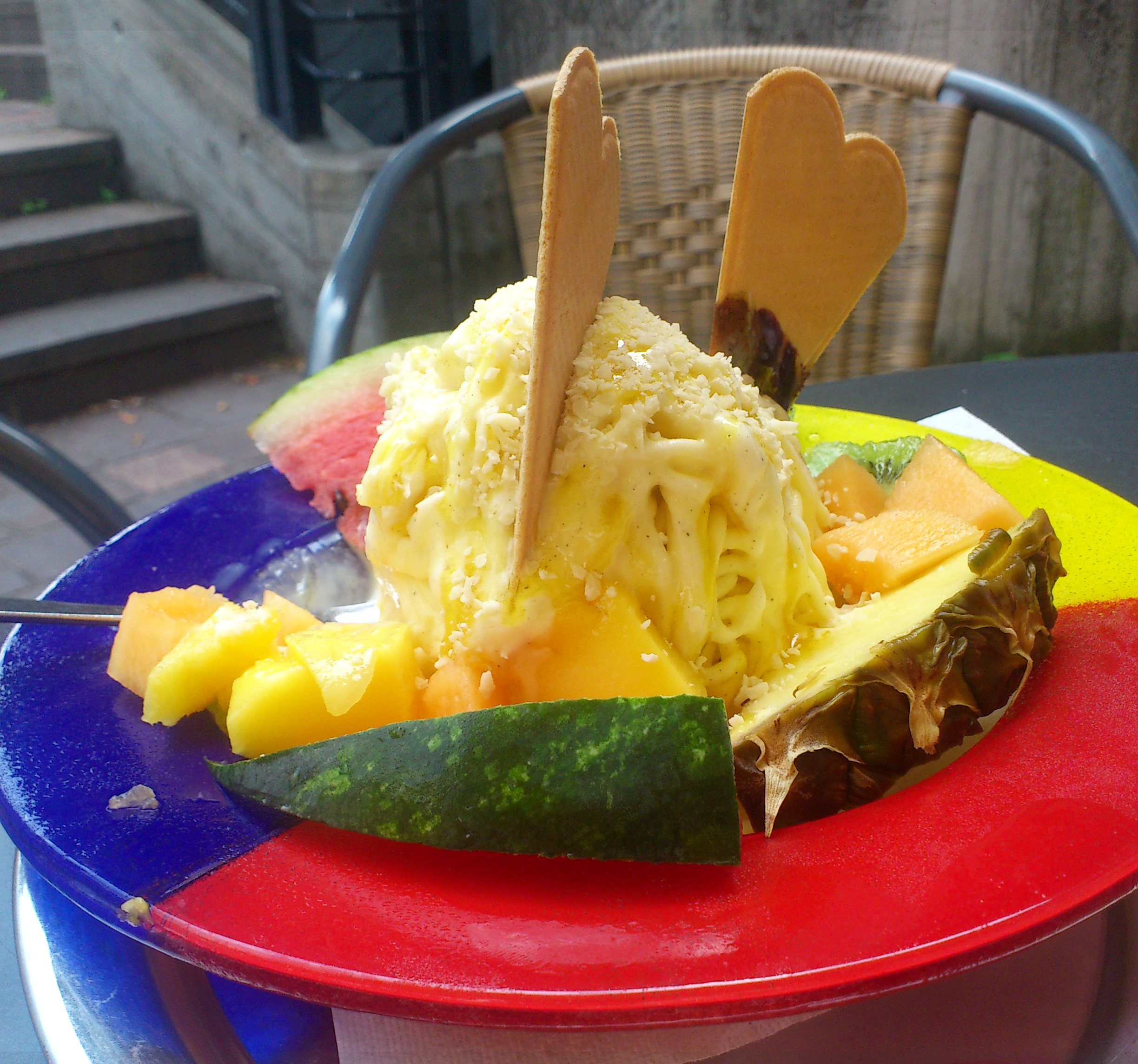
数種類のフルーツや複数のハート形のウエハースなどがトッピングされたスパゲッティアイス
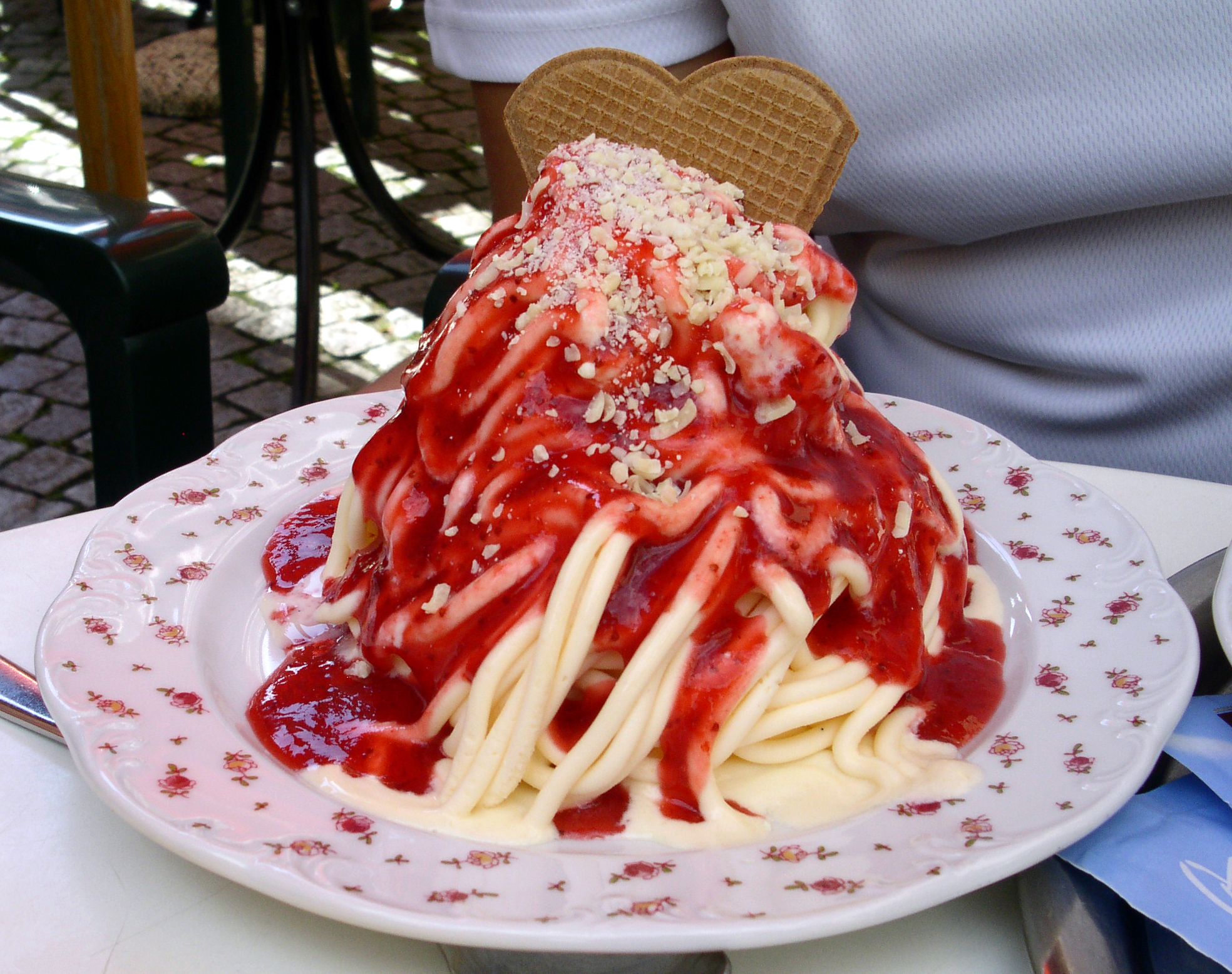
バニラアイスクリームの麺にストロベリーソースのかけられたスパゲッティアイス